# Anthracosuchus
Anthracosuchus (грецькою мовою означає «вугільний крокодил») — це вимерлий рід дирозавридів крокодилоподібних з палеоцену Колумбії. Залишки Anthracosuchus balrogus, єдиного відомого виду, походять із формації Cerrejón у шахті Cerrejón і включають чотири викопні екземпляри з частковими черепами. Anthracosuchus відрізняється від інших дирозавридів тим, що має надзвичайно коротку (бревірострин) морду, широко розставлені очні ямки з кістковими виступами навколо них, а також остеодерми, які є гладкими та товстими. Це один із найбільш базальних дирозавридів разом із Chenanisuchus та Cerrejonisuchus.